# Ivano Blason
Ivano Blason (San Lorenzo Isontino, Provincia de Gorizia, Italia, 24 de mayo de 1923 - Gorizia, Provincia de Gorizia, Italia, 13 de marzo de 2002) fue un futbolista italiano. Se desempeñaba en la posición de defensa.

## Selección nacional
Fue internacional con la selección de fútbol de Italia en 1 ocasión. Debutó el 2 de julio de 1950, en un encuentro ante la selección de Paraguay que finalizó con marcador de 2-0 a favor de los italianos.

### Participaciones en Copas del Mundo
| Mundial                        | Sede   | Resultado    |
| ------------------------------ | ------ | ------------ |
| Copa Mundial de Fútbol de 1950 | Brasil | Primera fase |

## Clubes
| Club             | País   | Año         |
| ---------------- | ------ | ----------- |
| Pro Gorizia      | Italia | 1939 - 1944 |
| Triestina Calcio | Italia | 1945 - 1950 |
| Inter de Milán   | Italia | 1950 - 1954 |
| Hellas Verona    | Italia | 1954 - 1955 |
| Calcio Padova    | Italia | 1955 - 1962 |

## Palmarés

### Campeonatos nacionales
| Título  | Club           | País   | Año     |
| ------- | -------------- | ------ | ------- |
| Serie A | Inter de Milán | Italia | 1952-53 |
| Serie A | Inter de Milán | Italia | 1953-54 |